# Elihu M. Gerson
Pour les personnes ayant le même patronyme, voir Gerson.
 (décembre 2016).
 Elihu M. Gerson est un sociologue américain, directeur du Tremont Research Institute de San Francisco.
Ses recherches s'inscrivent dans les domaines de la sociologie des sciences, la sociologie de la connaissance scientifique et les Science and technology studies. Il a consacré des études à l'histoire de la biologie évolutionniste, le travail informatique ou l'histoire naturelle d'un point de vue qui s'inspire de l'École de Chicago (également de Howard S. Becker) et du pragmatisme. Durant les années 1980, il a travaillé en collaboration avec Susan Leigh Star.

## Principales publications
- « Scientific work and social worlds ». Knowledge, 4 (1983), 357-377.
- Data structures for sociological research. Tremont Tech. Rep., Tremont Research Institute, San Francisco, 1985.
- avec Susan Leigh Star, Practical reasoning: The plausibility of arguments. Report submitted to the MIT Artificial Intelligence Lab, 1984.
- avec Susan Leigh Star, Representation and re-representation in scientific work. Tremont Tech. Rep., Tremont Research Institute, San Francisco, 1985.